# 武当山旅游经济特区
武当山旅游经济特区，简称武当山特区，位于中国湖北省丹江口市境内，东连襄阳，南依神农架，西接十堰市城区，北临丹江口水库，代管丹江口市武当山街道办事处、太极湖办事处和武当山景区办事处。邮政编码442714。
管委会处于丹江口境内，但行政级别为县处级，是十堰市人民政府的派出单位，与丹江口市没有行政隶属关系。
武当山特区是中国5A级旅游区、国家级风景名胜区、中国重点宗教活动开放场所和中国武林之乡。

## 相关链接
- 武当山
- 武当山古建筑群